# Elementos Essenciais do Combate
A análise da batalha terá de ser feita à luz de referências que nos permitam identificar os elementos presentes, caracterizá-los e utilizá-los como termo de comparação dos meios de coação militar empregues num dado momento e lugar, em tempos cronológicos e/ou lugares diferentes. As referências que podemos adoptar não podem ser escolhidas ao acaso; devem representar o grupo sociopolítico que cria a força militar em análise, os seus recursos materiais e infraestruturas e a forma como os utilizam. Assim, podem ser definidas um conjunto de referências que, para além de nos oferecerem uma via inicial de análise de um acontecimento num dado momento e num dado espaço geográfico, permitem-nos ter uma visão mais clara da evolução do campo de batalha a par da evolução sociopolítica e técnica. Definem-se portanto os Elementos Essenciais do Combate (EEC) que evoluíram ao longo da História: o Homem, o Fogo, o Choque, o Movimento e a Proteção

## Os Elementos Essenciais do Combate

### O Homem
O Homem que aparece no campo de batalha é o elemento essencial do combate que utiliza os outros elementos essenciais do combate. É o comandante e o soldado. É o produto de um sistema social e político que determina o seu papel na organização criada (mesmo que temporariamente) para utilização dos meios de violência. As suas motivações e capacidades variam com o meio social e político de origem. É o elemento primordial de toda a ação militar. A sua ação, tal como a dos outros elementos essenciais do combate, visa atingir os objetivos que foram definidos pelo poder político.

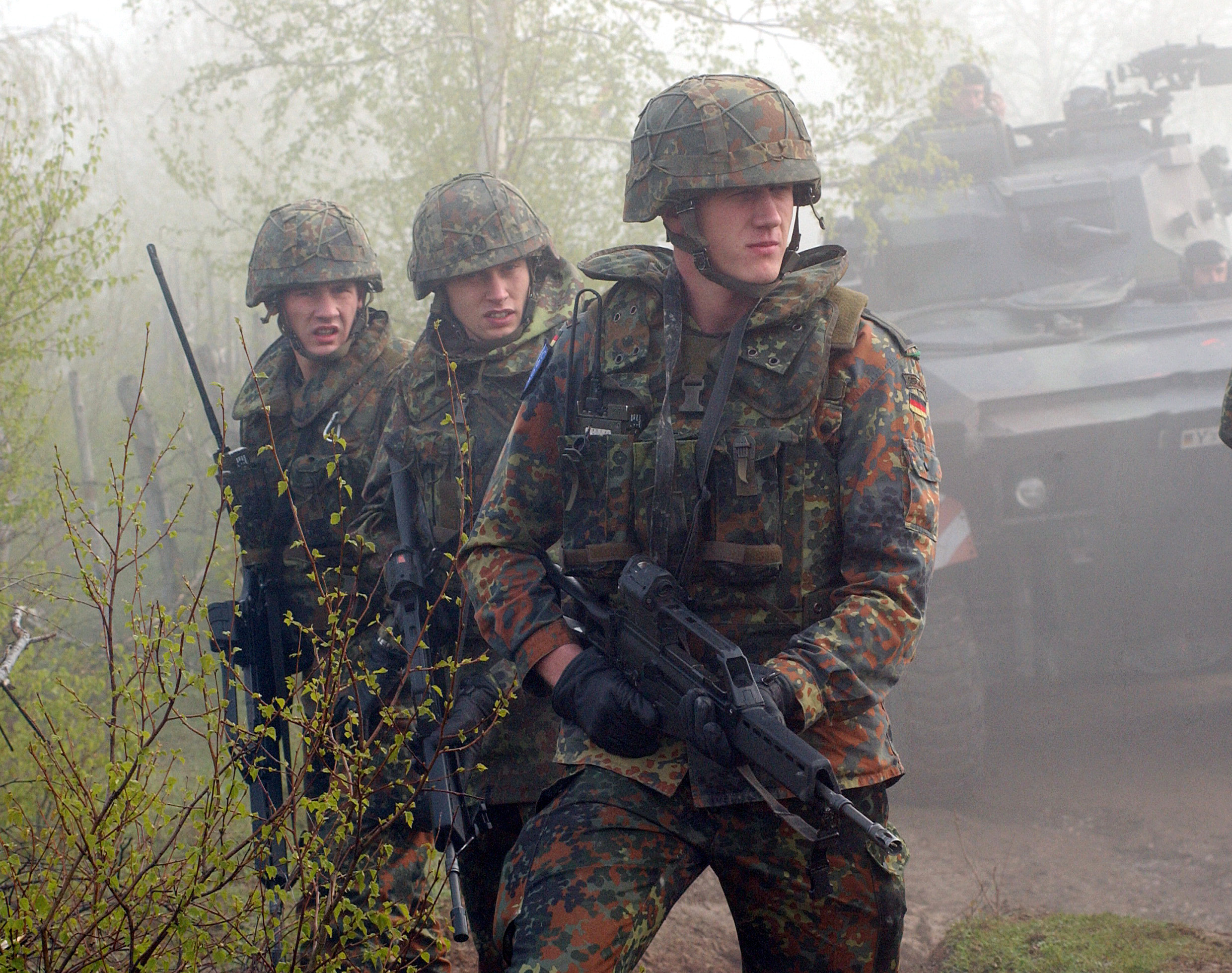
O Homem

O Homem é certamente o elemento essencial do combate mais complexo e mais difícil de analisar. A sociedade humana evolui permanentemente. Evolui nas técnicas, nas instituições sociais e nas ideias. A vida do homem em sociedade é profunda e perpétuamente dinâmica. No entanto, não evolui da mesma forma em todas as regiões do mundo e esse facto determina a diversidade de culturas. Esta diversidade produz diferentes meios sociais e políticos e, por isso mesmo, diferentes aparelhos militares. Isto não é verdade apenas para as épocas antigas em que se confrontavam, por exemplo, as bem organizadas legiões romanas com os grupos mais ou menos heterogéneos de bárbaros. Apesar da globalização mantêm-se muitas diferenças e sendo esta uma época em que a técnica circula com grande facilidade, a diferença crucial está principalmente no Homem.

Mas existiu sempre, e persiste ainda, uma diferença por vezes muito grande entre os homens que integram uma mesma força militar. A História mostra-nos que as sociedades igualitárias são uma utopia. A hierarquia militar traduz por norma a estrutura social de onde saem os mais altos e os mais baixos postos. O sistema feudal é o melhor exemplo deste facto mas também, se observarmos o que se passava no século XVIII, encontraremos uma classe de oficiais superiores quase integralmente oriundos da nobreza enquanto, de acordo com a opinião do ministro da guerra francês Saint-Germain, ao referir-se aos soldados, os exércitos devem inevitavelmente ser compostos pela escória da nação .... Mesmo hoje, longe destas situações extremas, registam-se diferenças que determinam diferentes motivações e capacidades e, por vezes, conflitos dentro da própria hierarquia.

A análise do Homem enquanto EEC, inserido na estrutura militar, não pode, pelo que acabamos de ver, ser inteiramente compreendida se nos limitarmos ao enunciado estatutário ou regulamentar das suas funções, ao relacionamento institucional entre os seus membros, transversal ou hierarquicamente. Para compreender inteiramente este EEC é preciso referenciá-lo não apenas cronológica e geograficamente à luz das doutrinas militares, mas também socialmente.

### O Fogo

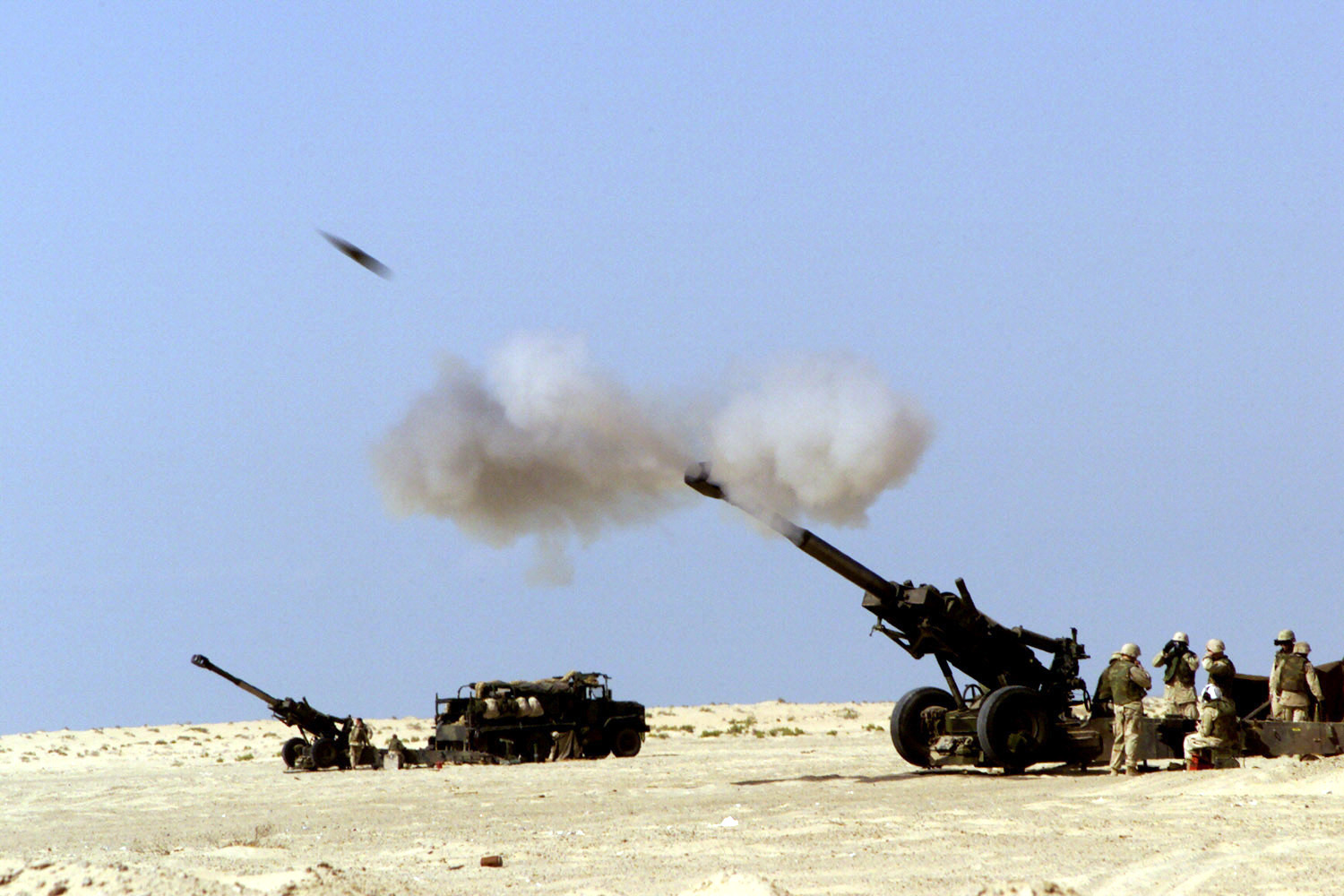
O Fogo

o EEC Fogo significa que se pode atingir o adversário a alguma distância. Originalmente é simbolizado pela pedra que o homem primitivo utilizava como projétil. Foi de tal forma notável a evolução deste elemento, especialmente a partir da utilização da pólvora, que hoje é considerado um elemento preponderante. O elemento fogo esteve presente no campo de batalha sempre que o combatente utilizava uma funda, um dardo, um arco, uma besta, um mosquete ou uma espingarda automática. Mas este EEC não se traduz apenas nas armas individuais. As balistas e as catapultas, as bombardas, os canhões, os obuses ou os morteiros são armas manejada por equipas de homens. No topo desta evolução técnica, os mísseis e as armas nucleares, as armas químicas e as biológicas, dão-nos uma ideia da importância que este elemento adquiriu no campo de batalha moderno.

### O Choque

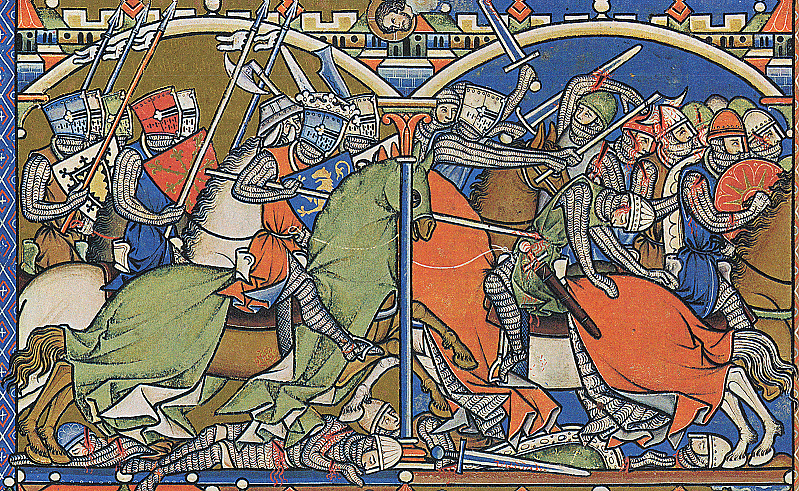
O Choque

O mais rudimentar elemento que pode simbolizar o choque é a própria mão que agride o adversário. O machado (inicialmente em pedra, depois de metal), a espada, a alabarda ou a baioneta proporcionam a utilização do elemento choque. O combate corpo-a-corpo é a consequência da utilização deste EEC. Se o combatente que utiliza uma arma que lhe confere poder de choque o faz montado num cavalo, como aconteceu em muitas épocas mas especialmente na Idade Média, a montada confere-lhe maior poder de choque. Um carro de combate moderno, para além do seu notável poder de fogo, não deixa de ser temido pela sua grande capacidade de choque, especialmente sobre a infantaria.

### O Movimento

O Movimento

Inicialmente, o movimento teve um papel pouco relevante na batalha. Era utilizado para deslocar os combatentes para o campo de batalha e aí simplesmente permitir que as forças adversárias fossem colocadas à distância de poderem utilizar as suas armas (de fogo ou de choque). A evolução da técnica e do aparelho militar conduziram à utilização do movimento para colocar as tropas numa posição mais vantajosa, redistribuí-las para obter superioridade num dado ponto, contornar as posições inimigas e ameaçar a sua linha de comunicações, em suma, manobrar. A aplicação do movimento para manobrar as forças no campo de batalha foi utilizada com mais intensidade desde Frederico II da Prússia e especialmente por Napoleão. No entanto, na Primeira Guerra Mundial, o início da campanha na frente ocidental traduziu-se por elevado grau de movimento mas o EEC fogo, que com a metralhadora tinha já atingido uma importância muito grande, obrigou durante muito tempo a manter a frente numa linha quase estática.

### A Proteção

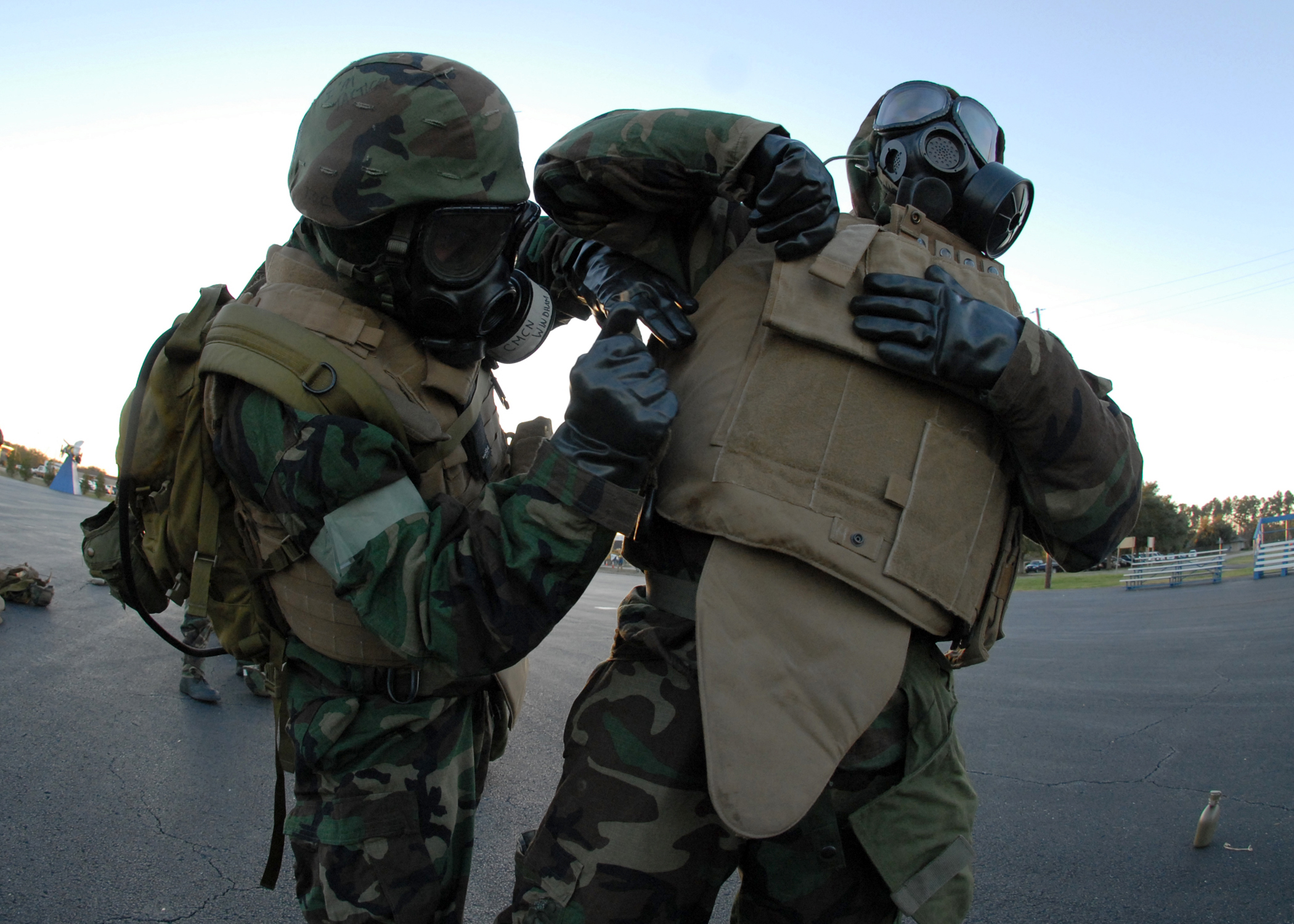
A Proteção Individual

O combatente utiliza dois tipos de proteção: individual e coletiva. A proteção individual é a que o combatente utiliza para evitar ou atenuar os efeitos do choque ou do fogo empregue pelo adversário: um escudo, uma couraça para proteger o peito ou as costas, um elmo ou um capacete para proteger a cabeça. Nos tempos mais modernos, continuam a utilizar-se capacetes - agora fabricados com materiais mais sofisticados, tal como se utilizavam os elmos há mil anos; utilizam-se coletes à prova de bala como se utilizavam couraças. Mas há novas necessidades e novos meios de proteção no campo de batalha: os elementos de proteção NBQ (nuclear, biológica e química) que vão dos fatos completos às simples máscaras anti-gás.

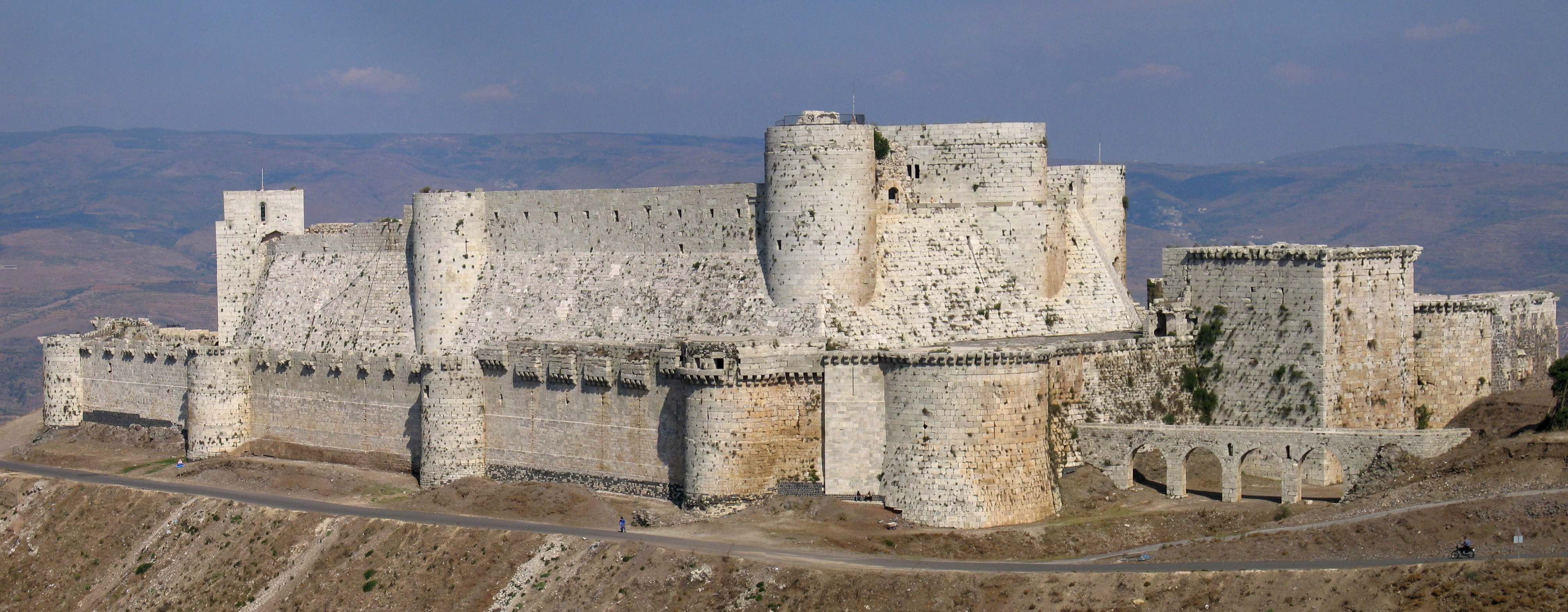
A Proteção Coletiva

A proteção coletiva, ao contrário da individual, é fixa, isto é, com carácter permanente. Assim eram os castelos, as muralhas que protegiam as cidades ou as trincheiras construídas na Primeira Guerra Mundial. A sua extensão determina a dimensão do grupo ou do território a proteger. Para além dos numerosos castelos existentes em Portugal e por toda a Europa e Ásia, das numerosas fortalezas e outras infraestruturas mais modernas construídas por todo o mundo, a proteção coletiva adquire um campo mais vasto de utilização com a blindagem de veículos, helicópteros e outros meios aéreos e navais. Nos tempos modernos, a proteção coletiva, sem abandonar as infra-estruturas, deslocou-se mais para os sistemas de armas (Viatura blindada de transporte de pessoal, carro de combate, etc.).

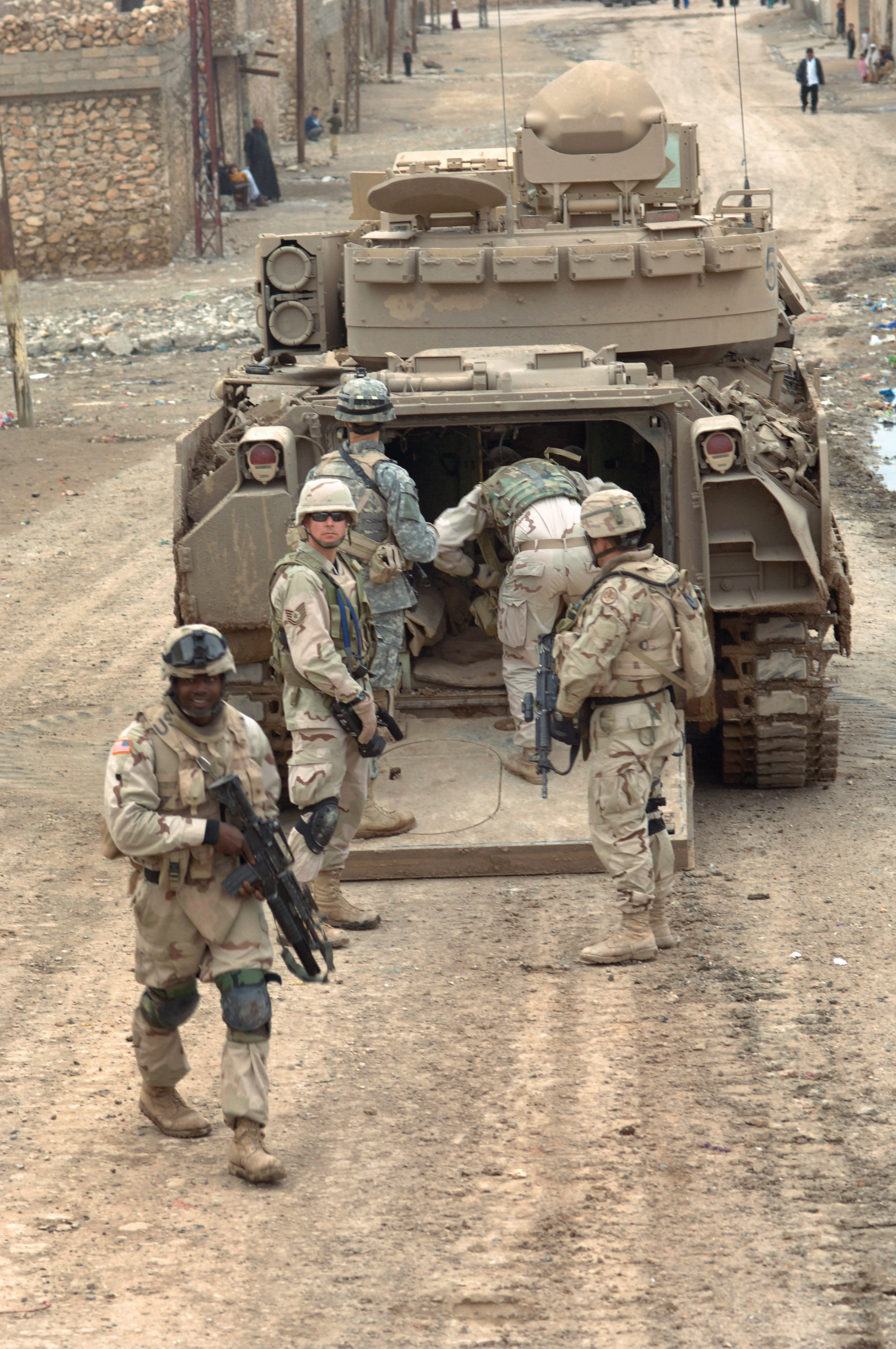
Proteção coletiva

## A influência da técnica nos EEC
A técnica teve sempre grande influência na forma como se organizaram e atuaram as forças militares. Basta pensar no que eram as batalhas antes e depois do desenvolvimento das armas de fogo ou na diferença entre uma batalha na Guerra dos Cem Anos ou na Segunda Guerra Mundial. Apesar dos elementos comuns que poderão ser encontrados nos conceitos de manobra - veja-se a Batalha de Canas e o Plano Schlieffen - as diferenças técnicas são imensas.

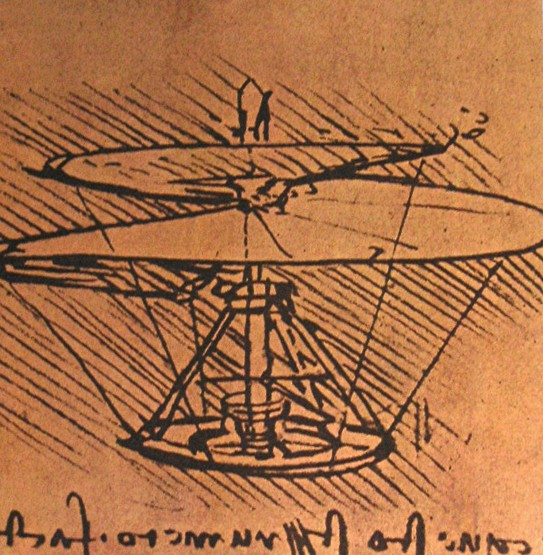
Projeto de Leonardo da Vinci

Paulatinamente o choque foi cedendo lugar ao fogo. Sempre coexistiram mas quando a maior parte do combate era travado numa luta corpo-a-corpo por guerreiros armados de espadas ou machados, dominava o choque. O emprego de arcos e bestas constituía apenas uma pequena parte, embora importante, do confronto. A utilização da pólvora e o desenvolvimento da metalurgia possibilitaram que as armas de fogo começassem a ter um papel preponderante no campo de batalha. Desenvolveram-se armas individuais (ex: espingarda) e armas coletivas (ex: obus) mas mesmo quando o soldado atual utiliza a espingarda automática mais moderna não deixa de ter uma baioneta.

A utilização do movimento foi significativamente alterada, por duas razões de natureza muito diferente, especialmente durante o século XIX. Uma primeira razão tem a ver com o conceito de emprego das forças. Foi o caso da relevância da manobra e da estratégia militar de ação indireta seguida por Napoleão. Uma segunda razão tem a ver com a Revolução Industrial que, com o desenvolvimento do caminho de ferro, possibilitou o rápido movimento de grande volume de homens e materiais. Mais tarde, o motor de combustão veio acrescentar novas possibilidades em terra (viaturas de transporte de pessoas e carga, carro de combate), no mar (navios a vapor, mais tarde a diesel; submarinos) e no ar (aviões).

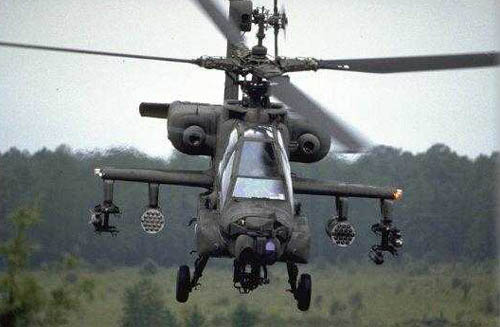
O que a técnica fez ao projeto de Leonardo da Vinci

A evolução da proteção individual acompanhou também a evolução técnica. O escudo, utilizado desde a Pré-História, evoluiu da madeira e couro para o metal. As proteções utilizadas sobre o corpo evoluíram no mesmo sentido e o desenvolvimento de novos materiais permitiu que as armaduras não fossem pura e simplesmente eliminadas do campo de batalha. Elas existem agora sob a designação vulgar de coletes à prova de bala que são feitos de fibras sintéticas. A proteção coletiva evoluiu no mesmo sentido pois é fácil de identificar a diferença no grau de proteção oferecido pelas muralhas de um castelo medieval, por uma fortaleza projetada por Vauban ou pela fortificações da Linha Maginot. Nesta apreciação não se coloca a dimensão da obra pois a Muralha da China, cuja construção foi iniciada no século III a.C., é bem mais extensa que, por exemplo as Linhas de Torres Vedras ou a Muralha do Atlântico.A blindagem do carro de combate é uma proteção coletiva que, ao contrário das anteriores, se pode movimentar.

Estes são os elementos utilizados pelo Homem, também ele um elemento essencial do combate. O Homem presente no campo de batalha é o elemento que adquiriu uma cultura, expectativas e motivações que ganharam forma na sociedade que o produziu, isto é, na sociedade que produziu os elementos essenciais ao combate - fogo, choque, movimento e proteção - que ele utiliza e com características adequadas ao tempo e lugar respetivos. Não é possível caraterizar o EEC Homem sem caracterizar, do ponto de vista técnico, a sua sociedade de origem. Desde que as primeiras comunidades humanas da Idade da Pedra fabricaram os primeiros instrumentos que utilizaram na guerra, a tecnologia e os produtos por si produzidos estiveram sempre presentes no campo de batalha.

Não só os objetivos mas também os recursos são definidos pelo Poder Político. Essa definição assenta em premissas políticas e técnicas. Ambas permitem definir as doutrinas táticas e logísticas a aplicar e a organização que as Forças Armadas devem adoptar para o combate. Num patamar mais elevado, a técnica continua a ter grande influência nas doutrinas estratégicas e na organização da Nação para a guerra.

## A interdependência dos EEC
Cada um dos EEC não evolui por si só. Pondo de parte a relação entre o elemento Homem e os restantes EEC, que se revela principalmente em termos de utilização, podemos afirmar que cada elemento influenciou os demais.

Ao predomínio inicial do choque seguiu-se um crescimento exponencial do fogo. Estes elementos sempre coexistiram e na evolução que conduziu à supremacia do Fogo assistimos ao ponto de viragem no século XVIII, quando o mosquete e a boca de fogo de artilharia sofrem melhoramentos consideráveis e se tornam nos meios que vão ser utilizados nas Guerras Napoleónicas. A História ensina-nos, portanto, que perante um EEC fogo cada vez mais eficaz, o choque deixa de ser considerado por certos autores como elemento do combate significativo.

Enquanto o choque predominou, o movimento foi utilizado fundamentalmente para deslocar os combatentes para o campo de batalha e aí para aproximar ambas as forças em presença á distância do choque. Mais tarde o movimento é utilizado a nível estratégico e a nível tático como plataforma de transporte do fogo e do choque, para deslocar as forças para pontos selecionados em que podem obter vantagem sobre o inimigo. Nas épocas de Frederico II da Prússia e Napoleão, o movimento das forças, só por si, chega a resolver situações de combate, [...].

Quando entramos no século XX, com a Primeira Guerra Mundial, estes três EEC, fogo, choque e movimento, estão presentes no campo de batalha: um grande poder de fogo conseguido pelas metralhadoras e pela utilização intensa da artilharia, um combate corpo-a-corpo (choque) quando se ultrapassava a barreira do fogo, e a grande movimentação de tropas. O poder de fogo, no entanto, prevaleceu sobre o choque e impediu a utilização do movimento e, durante cerca de quatro anos, a frente ocidental da guerra não teve alterações significativas. Daqui para a frente, no entanto, passou a haver tendência para considerar como EEC apenas o fogo e o movimento. Se a blindagem do carro de combate lhe confere poder de choque, essa é uma consequência acidental da intenção de aumentar a proteção.

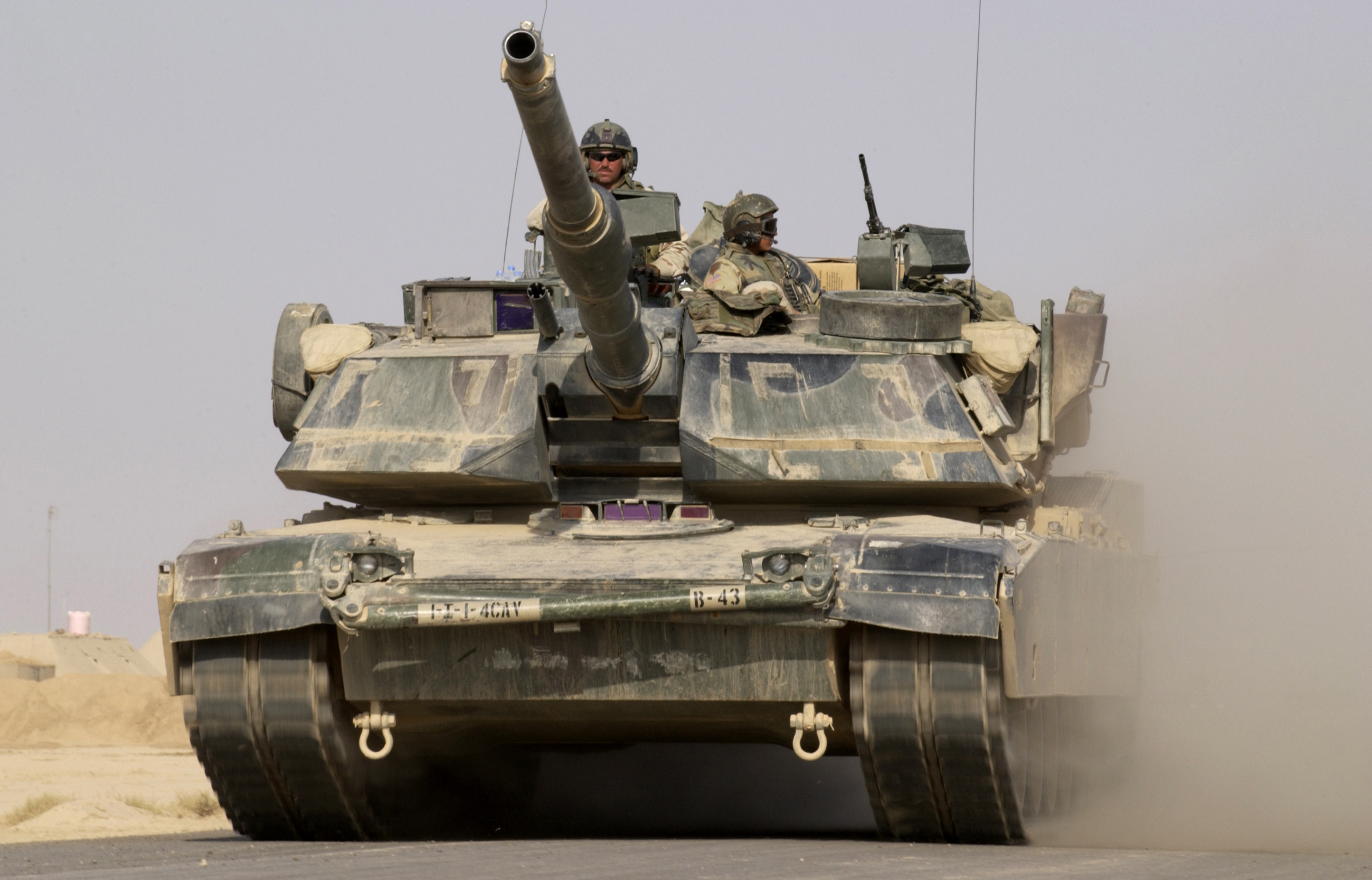
O Fogo e o Choque sobre uma plataforma que confere Proteção e Movimento.

A proteção individual evoluiu com o desenvolvimento, primeiro, do poder de choque, depois, do poder de fogo. Ao maior poder de choque correspondeu uma maior proteção individual. O cavaleiro medieval, ou já da Idade Moderna, simboliza bem essa proteção que se manteve útil no início da utilização do fogo. No entanto, quando aumentou a eficácia das armas de fogo e a proteção se mostrou insuficiente, apenas persistiu a que era considerada necessária contra o choque ainda presente no combate, como foi o caso, por exemplo, dos couraceiros. A proteção individual do soldado de infantaria no século XIX era nula e no século XX teria sido reduzida ao capacete se as armas químicas não obrigassem a novas medidas (máscara anti-gás). A renovação da proteção individual nos tempos atuais (colete à prova de balas) deve-se, não à maior influência do fogo ou do choque mas do EEC homem. A cultura adquirida no mundo ocidental, ou onde a sua influência possa ter chegado, conduziu a que não se aceite tão facilmente como noutras épocas a perda de vidas humanas em combate.

A proteção coletiva evoluiu de forma idêntica. Às muralhas altas dos castelos, concebidas para dificultar a escalada e o combate corpo a corpo, sucederam-se as muralhas mais baixas e mais fortes, capazes de oferecer maior resistência ao crescente fogo da artilharia. Quando este assumiu um poder de grande destruição, do século XX em diante, alteraram-se as estruturas das fortificações por forma a oferecerem ainda mais resistência (Linha Maginot, Muralha do Atlântico). A possibilidade de emprego de armas nucleares, mais do que um aumento da proteção coletiva em estruturas fixas, obrigou à dispersão das forças e, consequentemente, à maior utilização do movimento. Este movimento, necessário para evitar a formação de alvos remuneradores, utiliza viaturas com proteção coletiva cada vez mais sofisticada e proteção individual adequada ao fogo considerado na sua nova vertente NBQ. No entanto, o soldado que ali é transportado e utiliza uma arma automática cada vez mais leve continua a dispor de uma baioneta.